# 암피아라오스
암피아라오스(Amphiaraus)는 그리스 신화에 나오는 예언자이다. 아버지는 오이클레스, 어머니는 테스티오스의 딸 히페름네스트라이다. 칼리돈의 멧돼지 사냥에 참가하였으며 황금의 양모피를 찾는 아르고호의 모험에도 참가하였다고도 한다. 아르고스 왕 아드라스토스의 여동생 에리필레와 결혼하여 두 아들 알크마이온, 암필로코스와 두 딸을 낳았다. 아드라스토스는 형제 에테오클레스에게 테베 왕위를 빼앗긴 폴리네이케스와 숙부 아그리오스에게 칼리돈 왕위를 빼앗긴 티데우스를 사위로 맞이하였다. 아드라스토스는 이들의 왕위를 되찾아 주기 위하여 먼저 테베를 공격하기로 하였다. 암피아라오스는 아드라스토스가 이 전쟁에서 패할 것이고 전쟁에 참가하면 자신도 죽게 되리라는 것을 알고 가담하지 않으려고 하였다. 그러나 폴리네이케스는 에리필레에게 하르모니아의 목걸이를 뇌물로 주고 남편이 전쟁에 참가하도록 힘써 달라고 부탁하였다. 암피아라오스는 폴리네이케스의 선물을 절대 받지 말라는 자신의 당부를 저버린 에리필레를 저주하면서, 출정하기에 앞서 두 아들에게 훗날 테베를 함락시킬 것과 어머니를 죽일 것을 맹세하게 하였다.